# Onthophagus incanus
Onthophagus incanus är en skalbaggsart som beskrevs av Macleay 1888. Onthophagus incanus ingår i släktet Onthophagus och familjen bladhorningar. Inga underarter finns listade i Catalogue of Life.